# Мономахово
Монома́хово — деревня Дальнегорского городского округа Приморского края.

## География
Деревня Мономахово расположено на левом берегу реки Рудная.
Мономахово стоит на автодороге Осиновка — Рудная Пристань, расстояние до Дальнегорска (на запад) около 33 км, расстояние до Рудной Пристани (на восток) около 3 км.
В долине реки Рудная параллельно автотрассе через село проходила узкоколейная железная дорога ГМК «Дальполиметалл», в 2010 гг. бо́льшая часть узкоколейки разобрана.
В окрестностях села Мономахово река Рудная принимает правые притоки Монастырка и Кривая, перекинуты мосты, автодорога к озеру Васьковское и к селу Зеркальное Кавалеровского района.

## Население
| 1912 | 1915 | 1926 | 2002 | 2010 |
| ---- | ---- | ---- | ---- | ---- |
| 504  | ↘476 | ↗613 | ↘542 | ↘407 |

В 1907 переселенцами с Украины начало строиться с. Отрадное. В этом же году рядом поселились моряки, часть из которых служила на крейсере «Владимир Мономах». Своё поселение они назвали Владимиро-Мономаховка. Впоследствии поселения слились и название изменилось на Владимиро-Мономахово. Затем село стало называться просто Мономахово. В эпоху освоения долины реки Тетюхе, село считалось крупным. По переписи 1915 года здесь насчитывалось 476 человек.

## Экономика
- Жители занимаются сельским хозяйством.
- В окрестностях села находятся дачные участки дальнегорцев.
- На ближайшей сопке имеется карьер по добыче известняка. Раньше рядом с селом работала дробильно-сортировочная фабрика, ныне разрушена.
- На территории деревни функционируют два продуктовых магазина и почта.